# 余文龍
余文龍（1573年—1636年），字雲從，一字中拙，號起潜，福建福州府古田县卓洋镇前洋村人，明朝政治人物。

## 生平
万历二十八年（1600年）庚子科福建乡试舉人，万历二十九年（1601年）辛丑科進士，工部觀政，三十年授衡阳知县，为民兴利，三十六年補河间府同知，三十八年考察，本年補肥乡县，三十九年丁内憂。四十二年补浮梁知县，四十四年升南京工部主事，管芜湖鈔关，四十八年升员外郎，本年升都水司郎中，十二月出守赣州府，摄兵备道，所至有循声，天啓二年称病辞官。崇祯元年降補真定府同知，二年升都察院經歷，保留原职。解组后修葺学宫，修筑邑城，尚义捐资，造葺枌榆，功不止在一时也，卒于崇祯九年丙子，享年六十四，曹能始为立传，董崇相志其墓。所著有《拙窝斋集》四卷。

## 家族
曾祖余瑫，蕲水县丞。祖父余鐺，冠带。父余垣，號蓝田，增廣生。母陳氏。慈侍下。兄文英（省祭官）、弟文榮。
娶姚氏，封宜人，生子胤伯，邑廪生；庶子兆昌、兆炽。